# Records du Kirghizistan d'athlétisme
Les records du Kirghizistan d'athlétisme sont les meilleures performances réalisées par des athlètes kirghiz et homologuées par la Fédération kirghize d'athlétisme.

## Plein air

### Hommes
| Épreuve              | Record | Athlète                                                                          | Date              | Compétition                            | Lieu      | Réf.  |
| -------------------- | --- | -------------------------------------------------------------------------------- | ----------------- | -------------------------------------- | --------- | ----- |
| 100 m                | 10 s 38 (+0,6 m/s) | Jamalidin Musayev                                                                | 4 juillet 2016    |                                        | Almaty    | [ 1 ] |
| 200 m                | 21 s 25 | Valeriy Shchekotov                                                               | 26 mai 1991       |                                        | Alma Ata  |       |
| 400 m                | 46 s 67 | Nikolay Chernetskiy                                                              | 7 juillet 1978    |                                        | Berkeley  |       |
| 800 m                | 1 min 46 s 04 | Boris Kaveshnikov                                                                | 15 juillet 1999   |                                        | Moscou    |       |
| 1 500 m              | 3 min 41 s 12 | Nursultan Keneshbekov                                                            | 3 juin 2022       | Mémorial Irena Szewińska               | Bydgoszcz |       |
| 3 000 m              | 7 min 57 s 61 | Nursultan Keneshbekov                                                            | 26 février 2022   |                                        | Moguilev  |       |
| 5 000 m              | 13 min 34 s 2 | Vadim Mochalov                                                                   | 13 mai 1976       |                                        | Sotchi    |       |
| 10 000 m             | 28 min 0 s 9 | Vadim Mochalov                                                                   | 10 juillet 1973   | Championnats d'URSS                    | Moscou    | [ 2 ] |
| Semi-marathon        | 1 h 3 min 24 s | Arkadiy Nikitin                                                                  | 24 septembre 1994 | Championnats du monde de semi-marathon | Oslo      | [ 3 ] |
| Marathon             | 2 h 11 min 16 s | Satymkul Jumanazarov                                                             | 24 mai 1980       |                                        | Moscou    |       |
| 110 m haies          | 14 s 08 | Evgeniy Shorokhov                                                                | 19 mai 1996       |                                        | Almaty    |       |
| 400 m haies          | 51 s 32 | Aleksey Pogorelyov                                                               | 4 juillet 2008    |                                        | Almaty    |       |
| 3 000 m steeple      | 8 min 38 s 4 | Aiyin Isakov                                                                     | 4 juillet 1980    |                                        | Moscou    |       |
| Saut en hauteur      | 2,41 m | Igor Paklin                                                                      | 4 septembre 1985  | Universiade                            | Kobe      |       |
| Saut à la perche     | 5,23 m | Nikita Kirillov                                                                  | 19 mars 2011      | Georgia Intercollegiate Invitational   | Atlanta   | [ 4 ] |
| Saut en longueur     | 8,16 m | Shamil Abbyasov                                                                  | 2 août 1981       |                                        | Léningrad |       |
| Triple saut          | 17,27 m | Shamil Abbyasov                                                                  | 15 mai 1983       |                                        | Tachkent  |       |
| Lancer du poids      | 17,44 m | Konstantin Gavrilov                                                              | 20 juin 1984      |                                        | Frunze    |       |
| Lancer du disque     | 59,60 m | Nikolay Syskin                                                                   | 12 mai 1982       |                                        | Frunze    |       |
| Lancer du marteau    | 72,94 m | Nikolay Davydov                                                                  | 10 juillet 1999   |                                        | Bishkek   |       |
| Lancer du javelot    | 77,77 m | Dmitriy Shnayder                                                                 | 1er juillet 2000  |                                        | Bishkek   |       |
| Décathlon            | 7 566 pts (temps manuel) | Gennadiy Balakshi                                                                | 29–30 avril 1978  |                                        | Frunze    |       |
| Décathlon            | 10 s 7 (100 m), 7,27 m (longueur), 14,10 m (poids), 1,93 m (hauteur), 51 s 9 (400 m) / 15 s 1 (110 m haies), 43,66 m (disque), 4,70 m (perche), 56,22 m (javelot), 4 min 58 s 4 (1 500 m) |                                                                                  |                   |                                        |           |       |
| 20 km marche (route) | 1 h 24 min 13 s | Otto Bartsch                                                                     | 11 juin 1976      |                                        | Kiev      |       |
| 50 km marche (route) | 3 h 52 min 5 s | Otto Bartsch                                                                     | 27 juillet 1979   |                                        | Moscou    |       |
| 4 × 100 m            | 40 s 43 | Équipe nationale Vitaliy Bodrov Vladimir Poborchev Oleg Zuyev Valeriy Shchekotov | 25 mai 1991       |                                        | Alma Ata  |       |
| 4 × 400 m            | 3 min 13 s 7 | Équipe nationale S. Antoshkin S. Tikhonov A. Pedan V. Nikulets                   | 28 juillet 1979   |                                        | Moscou    |       |

### Femmes
| Épreuve              | Record | Athlète                                                                   | Date              | Compétition                     | Lieu           | Réf.  |
| -------------------- | --- | ------------------------------------------------------------------------- | ----------------- | ------------------------------- | -------------- | ----- |
| 100 m                | 11 s 37 (+0,7 m/s) | Yelena Bobrovskaya                                                        | 20 mai 2004       |                                 | Tachkent       |       |
| 200 m                | 23 s 08 | Maria Kulchunova                                                          | 11 septembre 1976 |                                 | Erfurt         |       |
| 400 m                | 51 s 80 | Maria Kulchunova                                                          | 24 juin 1976      |                                 | Kiev           |       |
| 800 m                | 1 min 58 s 85 | Lyudmila Derevyankina                                                     | 30 juillet 1988   | Championnats d'URSS             | Kiev           |       |
| 1 500 m              | 4 min 05 s 89 | Lyudmila Derevyankina                                                     | 2 août 1988       | Championnats d'URSS             | Kiev           |       |
| 3 000 m              | 9 min 05 s 18 | Irina Bogacheva (de)                                                      | 17 juillet 1987   | Championnats d'URSS             | Briansk        |       |
| 5 000 m              | 15 min 0 s 42 | Darya Maslova                                                             | 18 mai 2017       | Jeux de la Solidarité islamique | Bakou          |       |
| 10 000 m             | 31 min 36 s 90 | Darya Maslova                                                             | 12 août 2016      | Jeux olympiques                 | Rio de Janeiro | [ 5 ] |
| Semi-marathon        | 1 h 11 min 6 s | Darya Maslova                                                             | 23 avril 2017     |                                 | Yangzhou       |       |
| Marathon             | 2 h 26 min 27 s | Irina Bogacheva (de)                                                      | 17 avril 2000     | Marathon de Boston              | Boston         |       |
| 100 m haies          | 14 s 10 | Lyudmila Vlasova                                                          | 1er août 1982     |                                 | Moscou         |       |
| 400 m haies          | 56 s 16 | Galina Pedan                                                              | 15 juillet 2004   |                                 | Almaty         |       |
| 3 000 m steeple      | |                                                                           |                   |                                 |                |       |
| Saut en hauteur      | 1,97 m | Tatyana Efimenko                                                          | 11 juillet 2003   | Golden Gala                     | Rome           | [ 6 ] |
| Saut à la perche     | |                                                                           |                   |                                 |                |       |
| Saut en longueur     | 7,06 m (+0,4 m/s) | Tatyana Kolpakova                                                         | 31 juillet 1980   | Jeux olympiques                 | Moscou         |       |
| Triple saut          | 13,76 m (+1,5 m/s) | Rahima Sardi                                                              | 19 juin 2007      |                                 | Bangkok        |       |
| Lancer du poids      | 15,38 m | Svetlana Pechenyuk                                                        | 11 mai 1974       |                                 | Frounze        |       |
| Lancer du disque     | 62,22 | Lyubov Yelizarova                                                         | 13 février 1983   |                                 | Yalta          |       |
| Lancer du marteau    | 64,44 m | Alla Fyodorova                                                            | 24 février 1991   |                                 | Adler          |       |
| Lancer du javelot    | 57,28 m | Tatyana Sudarikova                                                        | 1er juillet 2000  | Championnats du Kirghizistan    | Bichkek        |       |
| Heptathlon           | 5 809 pts | Natalya Knyazeva                                                          | 10-11 juin 1989   | Championnats d'URSS             | Briansk        |       |
| Heptathlon           | 14 s 27 (100 m haies), 1,80 m (hauteur), 13,48 m (poids), 26 s 11 (200 m) / 5,90 m (longueur), 43,00 m (javelot), 2 min 21 s 84 (800 m) |                                                                           |                   |                                 |                |       |
| 20 km marche (route) | |                                                                           |                   |                                 |                |       |
| 4 × 100 m            | 46 s 5 | Équipe nationale V. Andrusenko S. Dashko O. Balandina O. Kuzmizkh         | 10 mai 1987       |                                 | Douchanbé      |       |
| 4 × 400 m            | 3 min 38 s 7 | Équipe nationale Lyudmila Derevyankina L.Ship I.Sukhanova Yelena Bezayeva | 15 mai 1989       |                                 | Tachkent       |       |